# Hérémence
Hérémence is een gemeente en plaats in het Zwitserse kanton Wallis, en maakt deel uit van het district Hérens.
Hérémence telt 1.376 inwoners.